# ザ・グレイト・アメリカン・ソングブック
| 専門評論家によるレビュー | 専門評論家によるレビュー |
| 総スコア                 | 総スコア                 |
| 出典                     | 評価                     |
| ------------------------ | ------------------------ |
| Metacritic               | (42/100)                 |
| レビュー・スコア         |                          |
| 出典                     | 評価                     |
| AllMusic                 | [ 3 ]                    |
| BBC Music                | (mixed)                  |
| Billboard                | (favorable)              |
| Blender                  | [ 2 ]                    |
| E! Online                | C+                       |
| The Guardian             | [ 6 ]                    |
| Q                        | [ 2 ]                    |
| Robert Christgau         | [ 7 ]                    |
| Rolling Stone            | [ 8 ]                    |
| Uncut                    | [ 2 ]                    |

『ザ・グレイト・アメリカン・ソングブック』(It Had to Be You... The Great American Songbook)は、ロッド・スチュワートのスタジオ・アルバムで、アメリカ合衆国のポップ・スタンダードのカバーを集めた一連のアルバムの最初の1枚。アメリカ合衆国では2002年10月22日、日本盤は同年11月20日に、それぞれリリースされた。

## 解説
本作はスチュワートにとって、Jレコード (J Records) からの初リリース作であった。収録曲の中には、スチュワートにとって2度目の吹き込みとなった「いつもさよならを (Ev'ry Time We Say Goodbye)」も含まれていた。
同じタイトルのライブDVDは、2003年2月4日にリリースされたが、こちらには、スタジオ・アルバムに収録された曲に加え、スチュワートの過去の持ち歌も収録されている。 
クライヴ・デイヴィスの発案によるこの企画は反響を呼び、その後、『ザ・グレイト・アメリカン・ソングブックVol.2 (As Time Goes By: The Great American Songbook, Volume II)』（2003年）、『ザ・グレイト・アメリカン・ソングブックVol.3 (Stardust: The Great American Songbook, Volume III)』（2004年）、『ザ・グレイト・アメリカン・ソングブックVol.4 (Thanks for the Memory: The Great American Songbook, Volume IV)』（2005年）、『ザ・グレイト・アメリカン・ソングブックVol.5 (Fly Me to the Moon... The Great American Songbook Volume V)』（2010年）と、『ザ・グレイト・アメリカン・ソングブック』シリーズと称される5枚のアルバムが制作され、2011年には、シリーズのベスト盤である『ベスト・オブ・ザ・グレイト・アメリカン・ソングブック (The Best Of... The Great American Songbook)』もリリースされた。

## 収録曲
| #   | タイトル                                                                     | 作詞・作曲                                       | 時間 |
| --- | ---------------------------------------------------------------------------- | ------------------------------------------------ | ---- |
| 1.  | 「忘れられぬ君 (You Go to My Head)」                                         | John Frederick Coots, Haven Gillespie            | 4:17 |
| 2.  | 「誰も奪えぬこの思い (They Can't Take That Away from Me)」                   | ジョージ・ガーシュウィン、アイラ・ガーシュウィン | 3:25 |
| 3.  | 「今宵の君は (The Way You Look Tonight)」                                    | Dorothy Fields、ジェローム・カーン               | 3:49 |
| 4.  | 「もしあなただったら (It Had to Be You)」                                    | Isham Jones、ガス・カーン                        | 3:24 |
| 5.  | 「ザット・オールド・フィーリング (That Old Feeling)」                        | Lew Brown、サミー・フェイン                      | 2:54 |
| 6.  | 「ジーズ・フーリッシュ・シングス (These Foolish Things (Remind Me of You))」 | Harry Link、Holt Marvell、Jack Strachey          | 3:48 |
| 7.  | 「ザ・ヴェリー・ソート・オブ・ユー (The Very Thought of You)」               | Ray Noble                                        | 3:20 |
| 8.  | 「ムーングロウ (Moonglow)」                                                  | Eddie DeLange、Will Hudson、Irving Mills         | 3:32 |
| 9.  | 「アイル・ビー・シーイング・ユー (I'll Be Seeing You)」                      | サミー・フェイン、Irving Kahal                   | 3:51 |
| 10. | 「いつもさよならを (Ev'ry Time We Say Goodbye)」                             | コール・ポーター                                 | 3:27 |
| 11. | 「ニアネス・オブ・ユー (The Nearness of You)」                               | ホーギー・カーマイケル、Ned Washington           | 3:00 |
| 12. | 「フォー・オール・ウィ・ノウ (For All We Know)」                             | John Frederick Coots、Sam M. Lewis               | 3:24 |
| 13. | 「また会う日まで (We'll Be Together Again)」                                 | Carl T. Fischer、フランキー・レイン              | 3:54 |
| 14. | 「ザッツ・オール (That's All)」                                              | Alan Brandt、Bob Haymes                          | 3:03 |

## パーソネル
- タル・バーグマン (Tal Bergman) – ドラムス、パーカッション、編曲
- クリス・ボッティ – トランペット
- マイケル・ブレッカー – テナーサックス
- デニス・バディマー (Dennis Budimir) – ギター
- デイヴ・カーペンター (Dave Carpenter) – ベース
- ジョン・フェラーロ (John Ferraro) – ドラムス、パーカッション
- デイヴィッド・フィンク David Finck – ベース
- ジム・フォックス (Jim Fox) – ギター
- ダン・ヒギンズ (Dan Higgins – クラリネット、アルトサックス
- ウィリー・ホリス (Willie Hollis) – ピアノ、シンセサイザー、編曲
- ラス・カソフ (Russ Kassoff) – ピアノ
- ダグ・カツァロス (Doug Katsaros) – ピアノ、編曲
- ランディ・カーバー (Randy Kerber)  – ピアノ、編曲
- デイヴ・コーズ – テナーサックス
- ボブ・マグナッソン (Bob Magnusson)  – ベース
- ボブ・マン (Bob Mann) – ギター、編曲
- ハーヴィー・メイソン – ドラムス
- レジー・マクブライド (Reggie McBride)  – ベース
- ジェフ・ミロノフ (Jeff Mironov) – ギター
- ロブ・マウンジー (Rob Mounsey) – キーボード、ピアノ、編曲
- リー・ムジカー (Lee Musiker) – ピアノ
- レナート・ネト (Renato Neto) – ピアノ、シンセサイザー、編曲
- ショーン・ペルトン (Shawn Pelton) – ドラムス
- ジミー・リップ (Jimmy Rip) – ギター
- フィリップ・セス – キーボード、編曲
- アルトゥーロ・サンドヴァル – トランペット、フリューゲルホルン
- アラン・シュヴァルツバーグ (Allan Schwartzberg – ドラムス
- ドン・セベスキー (Don Sebesky – ピアノ、編曲
- ロッド・スチュワート – ボーカル
- ランディ・ウォルドマン (Randy Waldman) – ピアノ

## ライブ DVD
1. フォーエヴァー・ヤング (Forever Young)（Jim Cregan、Kevin Savigar、ボブ・ディラン、ロッド・スチュワート）
2. サム・ガイズ (Some Guys Have All the Luck)（Jeff Fortgang）
3. 誰も奪えぬこの思い（ガーシュウィン/ガーシュウィン）
4. 今宵の君は（フィールズ/カーン）
5. ジーズ・フーリッシュ・シングス（リンク/マーヴェル/ストレイチー）
6. ムーングロウ（デランジェ/ハドソン/ミルズ）
7. いつもさよならを（ポーター）
8. ザ・ヴェリー・ソート・オブ・ユー（ノーブル）
9. ザット・オールド・フィーリング（ブラウン/フェイン）
10. 忘れられぬ君（クーツ/ガレスピー）（クーツ/ルイス）
11. ニアネス・オブ・ユー（カーマイケル/ワシントン）
12. ザッツ・オール（ブラント/ヘイムズ）
13. また会う日まで（フィッシャー/レイン）
14. リズム・オブ・マイ・ハート (Rhythm of My Heart)（Marc Jordan/John Capek）
15. ダウンタウン・トレイン (Downtown Train) (トム・ウェイツ)
16. マギー・メイ（スチュワート/Martin Quittenton)
17. ヤング・タークス (Young Turks)（スチュワート/カーマイン・アピス/Duane Hitchings/Savigar）
18. ホット・レッグス (Hot Legs)（スチュワート/Gary Grainger)
19. パーティーを開こう (Having a Party)（サム・クック）
20. アイル・ビー・シーイング・ユー（フェイン/カハル）
21. イット・テイクス・トゥ(It Takes Two)（William "Mickey" Stevenson/Sylvia Moy）

## チャート
| チャート（2002年/2003年）                            | 最高位 |
| ---------------------------------------------------- | ------ |
| オーストラリア・アルバム（ARIA）                     | 5      |
| オーストリア・アルバム（Ö3 Austria）                 | 41     |
| ベルギー・アルバム（Ultratop・フランデレン）         | 35     |
| カナダ（ビルボード）                                 | 10     |
| オランダ・アルバム（メハカフツ）                     | 11     |
| ドイツ・アルバム（GfK）                              | 26     |
| アイルランド・アルバム（IRMA）                       | 40     |
| ニュージーランド・アルバム（RIANZ）                  | 46     |
| ノルウェー・アルバム（VG-lista）                     | 16     |
| ポーランド・アルバム（ZPAV）                         | 2      |
| ポルトガル・アルバム（AFP）                          | 17     |
| スウェーデン・アルバム（スヴァリイェトプリストン）   | 24     |
| スイス・アルバム（シュヴァイツァー・ヒットパラーデ） | 81     |
| UK アルバム（OCC）                                   | 8      |
| US Billboard 200                                     | 4      |

## 認定

### アルバム
| 国/地域                                             | 認定        | 認定/売上数 |
| --------------------------------------------------- | ----------- | ----------- |
| アルゼンチン (CAPIF)                                | Platinum    | 40,000^     |
| オーストラリア (ARIA)                               | 3× Platinum | 210,000^    |
| ブラジル (ABPD)                                     | Platinum    | 125,000*    |
| カナダ (Music Canada)                               | 3× Platinum | 300,000^    |
| ポーランド (ZPAV)                                   | Platinum    | 0*          |
| スウェーデン (GLF)                                  | Gold        | 30,000^     |
| イギリス (BPI)                                      | Platinum    | 300,000^    |
| アメリカ合衆国 (RIAA)                               | 3× Platinum | 3,000,000^  |
| * 認定のみに基づく売上数 ^ 認定のみに基づく出荷枚数 |             |             |

### DVD
| 国/地域                                             | 認定        | 認定/売上数 |
| --------------------------------------------------- | ----------- | ----------- |
| オーストラリア (ARIA)                               | 8× Platinum | 120,000^    |
| ブラジル (ABPD)                                     | Platinum    | 50,000*     |
| カナダ (Music Canada)                               | 3× Platinum | 30,000^     |
| アメリカ合衆国 (RIAA)                               | Platinum    | 100,000^    |
| * 認定のみに基づく売上数 ^ 認定のみに基づく出荷枚数 |             |             |